# 南条弘二
南条 弘二（なんじょう こうじ、1955年3月10日 - ）は、日本の俳優・元歌手。熊本県熊本市出身。日本大学櫻丘高等学校卒業。本名：黒原 雅彦（くろはら まさひこ）。

## 人物・略歴
1973年、小林弘二（こばやし こうじ）の芸名により「初恋の海は遠い」で歌手デビューし、「銀座わが町」（1973年）で俳優デビュー。
読売テレビ制作の連続ドラマ『吉野物語』が1989年3月に終了した後、自分で自分の演技に魅力を感じられなくなったということで、1年間ほど活動休止に入る。かき氷売りなど裏方のアルバイトをしていたが、本人曰く「風の便り」で、松方弘樹が自分を捜していると聞いたことがきっかけとなって、1990年に活動を再開。
現在は北斗七星プロジェクトに所属している。

## 出演

### テレビドラマ
- 銀座わが町（1973年、NHK）
- 大非常線 第6話「勇者は誰か」（1976年、NET）
- 太陽にほえろ! 第219話「誘拐」（1976年、日本テレビ） - 宮田信也
- 華麗なる刑事 第30話「さらば英雄」（1977年10月、フジテレビ） - 杉山俊一
- 愛が試される時（1977年、日本テレビ）
- 新幹線公安官 第19話「危険な試練」（1978年、テレビ朝日）
- 特捜最前線（テレビ朝日）
  - 第57話「改造拳銃・失われたロック!」（1978年）
  - 第70話「スパイ衛星が落ちた海!」（1978年） - 暴走族リーダー
  - 第180話「80年秋の特別企画 ダイナマイトパニックI 殺人海域!」（1980年10月）
  - 第181話「80年秋の特別企画 ダイナマイトパニックII 望郷列島!」（1980年10月）
- 雲霧仁左衛門 第9話「女盗賊の恋」（1979年、関西テレビ）
- 明日の刑事（1979年、TBSテレビ） - 南郷警察犬係 役
- 関ヶ原（1981年、TBSテレビ） - 真田幸村
- 大江戸捜査網（テレビ東京）
  - 第467話「二人の夫をもつ花嫁」（1980年） - 荒巻新太郎
  - 第513話 - 第640話（1981年 - 1984年） - 隠密同心:九條新太郎 役
- 秘密のデカちゃん 第8話「私たち、夫婦になれるの、なれないの?!」（1981年、大映テレビ / TBS）
- 土曜ワイド劇場 （テレビ朝日）
  - 濡れた心〜レズビアン殺人事件〜（1981年） - 盾
  - ダイエット殺人事件（1985年） - 林健次
  - 京都妖怪地図（1993年） - 中川一彦
  - 美人デザイナー殺し（1993年） - 谷井健一
  - 湖畔の別荘、殺しのパズル（1994年） - 神崎修
  - 探偵事務所2（1995年） - 中村健一郎
  - 死体を置いていかないで（1996年） - 鷹取哲也
  - 上越新幹線殺人事件（1996年） - 田口徹
  - 温泉若おかみの殺人推理5（1996年） - 奥野裕二
- 水戸黄門 （TBSテレビ）
  - 第14部 第30話「凄絶!忍者砦の決闘・名張」（1984年5月21日） - 弥太郎
  - 第22部 第20話「酔いどれ十手が悪を断つ・小倉」（1993年9月27日） - 猪之助
  - 第25部 第19話「大内塗り情けの仇討ち・山口」（1997年5月5日） - 宗方敬之進
  - 第27部 第18話「勘当された兄の真実・鶴岡」（1999年7月19日） - 藤堂左京
  - 第28部 第28話「兄ちゃんを救え!恐怖の人柱・三原」（2000年10月9日） - 留次郎
  - 第32部 第14話「浪花娘の母恋一直線・二本松」（2003年11月17日） - 金山藤兵衛
  - 第33部 第11話「おっかさんは村の太陽・岩国」（2004年6月28日） - 彦太郎
  - 第35部 第20話「男意気地の無法松・福岡」（2006年3月6日） - 庄司勘蔵
  - 第36部 第14話「父子結んだ石州和紙・津和野」（2006年11月6日） - 大槻権蔵
  - 第39部 第1話「青空、恋空、江戸の空 いざ旅立ち!・水戸・江戸」（2008年10月13日） - 島崎弥十郎
  - 第40部 第1話「陰謀暴き、いざ北へ!終わりなき世直しの旅・水戸・江戸」（2009年7月27日） - 朽木伴内
  - 第41部 第6話「若殿守った鰻屋小町!・浜松」（2010年5月17日） - 竹内源吾
  - 第43部 第12話「忠義に揺らぐ親子の絆・亀山」（2011年10月10日） - 大山
- どうぶつ通り夢ランド 第20話「タヌキもビックリ! 女医のお見合い騒動」（1987年、テレビ朝日）
- 愛の劇場 / さよならママ（1987年、TBSテレビ）
- 六本木ダンディーおみやさん 第5話「ハイミスの恋を散らせた映画界殺人事件」（1987年、ABCテレビ） - 波島勉
- あきれた刑事 第9話「右往左往」（1987年、日本テレビ） - 水島ススム
- 吉野物語（1988年10月 - 1989年3月、読売テレビ）
- 京都サスペンス「曲水の宴・華やかな殺意」（1988年11月、関西テレビ）
- 暴れん坊将軍（テレビ朝日）
  - 暴れん坊将軍III
    - 第3話「血ぬりの一文銭」（1988年） - 秀次郎
    - 第35話「秘めた駆け落ち、涙のかんざし」（1988年） - 弥吉/鈴木弥之助
    - 第98話「ひとりぽっちの夢飾り」（1990年）- 秋山俊太郎

  - 暴れん坊将軍IV
    - 第34話「命無用! おやこ十手」（1991年） - 音羽の左平次
    - 第67話「三年目の新妻化粧!」（1992年） - 川口彦太郎

  - 暴れん坊将軍V
    - 第5話「盗賊は炎の中に消えた」（1993年） - 清吉(＝霞の新八)
    - 第35話「廓祝言、一夜の花嫁」（1994年） - 周蔵

  - 暴れん坊将軍VI
    - 第6話「江戸城危うし 吉宗の寝所」（1994年） - 滝口源次郎

  - 暴れん坊将軍IX
    - 第25話「牢獄炎上! 暗闇に咲く地獄花」（1999年） - 藤乃屋貞吉
- 名奉行 遠山の金さん（テレビ朝日）
  - 第2シリーズ 第4話「暴かれた二つの顔の美人妻」（1989年） - 大内兵庫
  - 第3シリーズ 第19話「毒薬を買う女」（1991年） - 山城屋倉次郎
  - 第5シリーズ 第21話「裏切った悪女!」（1993年） - 南条竜之進
- 将軍家光忍び旅 第6話「偽将軍と踊り子の恋」（1990年、テレビ朝日） - 薬師寺若狭守
- 勝手にしやがれヘイ!ブラザー 第14話（1990年、日本テレビ） - 松本
- さすらい刑事旅情編III 第1話（1990年、テレビ朝日）
- 刑事貴族2 第2話「傷痕・銃弾のリターンマッチ」（1991年、日本テレビ）
- 幕府お耳役檜十三郎 第6話「大名馬鹿・罠にかかった六万石」（1991年、テレビ東京）
- 代表取締役刑事 第26話「白銀は招くよ!」（1991年、テレビ朝日）
- 銭形平次（フジテレビ）
  - 第1シリーズ 第16話「十二人の盗賊」（1991年） - 巳之吉
  - 第2シリーズ 第14話「顔のない盗賊」（1992年） - 与七
- 豆腐屋直次郎の裏の顔 第5話「ダーリンが脅迫写真でピンチ!」（1992年8月4日、朝日放送 / アズバーズ） - 高田正雄
- 八百八町夢日記 第2シリーズ 第30話「殿様は盗っ人上り」（1992年、日本テレビ） - 槇原式部
- 新・三匹が斬る! 第15話「妖怪のカッパ退治は美女と道づれ」（1992年、テレビ朝日） - 石部春之進 役
- 大岡越前 （TBSテレビ）
  - 第11部 第3話「薬袋に黒い罠」（1990年5月7日） - 才次郎
  - 第13部 第14話「辻斬りは三葉葵の紋所」（1993年2月15日） - 滝谷猪四郎
  - 第15部 第14話「小さな出会い」（1998年12月14日） - 嶌田源之進
- 付き馬屋おえん事件帳（テレビ東京）
  - 第2シリーズ 第5話「裏茶屋の秘密」（1993年） - 伏見屋
  - 第3シリーズ 第6話「忘八地獄」（1995年） - 京屋の番頭
- 闇を斬る!大江戸犯科帳 第1話「闇奉行誕生!」（1993年3月、日本テレビ） - 南町同心・今泉軍兵衛
- 運命の森（1994年4月 - 1994年7月、東海テレビ） - 時村慎也
- 江戸の用心棒II 第13話「駆け落ち無情」（1996年、日本テレビ） - 吉村数之進
- 南町奉行事件帖 怒れ!求馬 第5話「騙されつづけた女」（1997年、TBSテレビ） - 酒巻栄助
- 金曜エンタテイメントおだまりコンビシリーズ4（2002年、フジテレビ） ‐ 夏目良吉
- 剣客商売 第4シリーズ 第4話「赤い糸」（2003年、フジテレビ） - 勘助
- 水曜ミステリー9（テレビ東京）
  - さすらい署長 風間昭平7（2007年10月31日） - 坂崎禄郎
- ママの神様（2008年5月 - 2008年6月、CBCテレビ） - 唐沢亘
- マークスの山（2010年10月17日 - 11月14日、WOWOW） - 警視庁捜査四課 吉原警部
- レディ・ジョーカー（2013年3月3日 - 4月14日、WOWOW） - 大森中央署 吉原警部
- 雲霧仁左衛門（2013年10月4日 - 11月4日、NHK BSプレミアム） - 鹿伏の留次郎 
  - 第1話「大盗賊の首領」（2013年10月4日）
  - 第2話「子分の破門」（2013年10月11日）

### 映画
- 男組（1975年、東映） - 神竜剛次
- 続・愛と誠（1975年、松竹） - 太賀誠
- 新仁義なき戦い 組長最後の日（1976年、東映） - 鹿田功男
- 暴力教室（1976年、東映） - 新田勲
- 青春part II (1979年、ATG） - 有田勇
- 白く濡れた夏（1979年、日活）  - 山下伸次
- 狂い咲きサンダーロード（1980年）  - 魔墓呂死リーダー・健
- 女帝（1983年、にっかつ） - 佐伯哲也
- 双子座の女（1984年、にっかつ） - 中沢保
- 激動の1750日（1990年、東映） - 島中昭
- 数多の波に埋もれる声（2016年） - 岩城蓮

### Vシネマ
- 国連情報監視団・エンジェルターゲット 殺戮天使（1991年、クラリオン）
- 監禁逃亡（1992年、ジャパンホームビデオ） - 刑事部長
- 平成ウルトラセブン（円谷プロ、バップ） - シラガネ・サンシロウ隊長 役
  - ウルトラセブン誕生30周年記念3部作（1998年）
  - ウルトラセブン1999最終章6部作（1999年）
  - ウルトラセブン誕生35周年“EVOLUTION”5部作（2002年）

### 外国ドラマ吹き替え
- ベガスII 私立探偵ダン・タナー（1981年、日本テレビ） - ダン・タナー（ロバート・ユーリック）

### ラジオ番組
- 南条弘二の気まぐれナイスガイ

### CM
- 株式会社千田組

## ディスコグラフィ

### シングル
| #              | 発売日         | A/B面         | タイトル         | 作詞          | 作曲          | 編曲          | 規格品番      |
| 小林弘二 名義  | 小林弘二 名義  | 小林弘二 名義 | 小林弘二 名義    | 小林弘二 名義 | 小林弘二 名義 | 小林弘二 名義 | 小林弘二 名義 |
| 東芝音楽工業   | 東芝音楽工業   | 東芝音楽工業  | 東芝音楽工業     | 東芝音楽工業  | 東芝音楽工業  | 東芝音楽工業  | 東芝音楽工業  |
| -------------- | -------------- | ------------- | ---------------- | ------------- | ------------- | ------------- | ------------- |
| 1              | 1973年 6月20日 | A面           | 初恋の海は遠い   | かずきひろし  | 鈴木淳        | 小杉仁三      | TP-2861       |
| 1              | 1973年 6月20日 | B面           | 別れをうつくしく | かずきひろし  | 鈴木淳        | 小杉仁三      | TP-2861       |
| 2              | 1973年 11月5日 | A面           | 旅するジープ     | かずきひろし  | 鈴木淳        | 竜崎孝路      | TP-2933       |
| 2              | 1973年 11月5日 | B面           | 恋人は君さ       | かずきひろし  | 鈴木淳        | 竜崎孝路      | TP-2933       |
| 南条弘二 名義  |                |               |                  |               |               |               |               |
| 日本コロムビア |                |               |                  |               |               |               |               |
| 1              | 1981年 3月     | A面           | 二つに一つ       | なかにし礼    | 馬飼野康二    | 馬飼野康二    | AH-47         |
| 1              | 1981年 3月     | B面           | 白昼夢           | なかにし礼    | 馬飼野康二    | 馬飼野康二    | AH-47         |
| 2              | 1981年 11月    | A面           | 落日             | なかにし礼    | 浜圭介        | 竜崎孝路      | AH-144        |
| 2              | 1981年 11月    | B面           | 逢いびき         | なかにし礼    | 浜圭介        | 竜崎孝路      | AH-144        |

### タイアップ曲
| 年     | 楽曲       | タイアップ                                             |
| ------ | ---------- | ------------------------------------------------------ |
| 1981年 | 二つに一つ | 日本テレビ系テレビドラマ「私立探偵ダン・タナー」主題歌 |
| 1981年 | 落日       | テレビ東京系テレビドラマ「大江戸捜査網」主題歌         |